# Prepositus Brixiensis
Melchior de Brissia dit Prepositus Brixiensis (« prévôt de Brescia », mort en 1430) est un compositeur et chanteur italien du Moyen-Age, actif à la cathédrale de Padoue. 

## Œuvres
Seuls quatre ballata et un rondeau nous sont parvenus :
- Ballata - I ochi d'una ançolleta che m'alcide, ensemble Perlaro, PAN 2010
- O spirito gentil, tu m'ay percosso, Hilliard Ensemble, La Reverdie Arcana reissue 2009.